# 1941 год в истории метрополитена
В этой статье перечисляются основные  события из истории метрополитенов в 1941 году. Полужирным шрифтом выделены открытия новых транспортных систем.

## События
- 21 января — создано Строительство № 5 НКПС (позже «Ленметрострой», ныне ОАО «Метрострой»).
- апрель — начаты работы по сооружению Ленинградского метрополитена, которые были прерваны в июне, в связи с началом Великой Отечественной войны.